# Eugen Drăguţescu
Eugen Drăguțescu (Iași, 19 maggio 1914 – Roma, 1992) è stato un pittore romeno.

## Biografia
Pittore e grafico nato in Romania da una famiglia di origini genovesi, Eugen Drăguţescu è stato per lungo tempo quasi ignorato in patria.
Ha iniziato gli studi artistici nel 1932 presso l'Accademia delle Belle Arti di Bucarest laureandosi nel 1938. Ha avuto insegnanti come Constantin Artachino, Cecilia Cuțescu-Storck, Oscar Han, Francisc Șirato o Jean Alexandru Steriadi. Nel periodo dei suoi studi universitari ha partecipato con due lavori, Blind Cottage e Blind Child, al Salone Ufficiale di Disegno e Incisione, promosso dal Ministero della Cultura e delle Arti romeno. Il comitato di selezione comprendeva Camil Ressu, Jean Al. Steriadi, Francisc Șirato e Marius Bunescu. Nel 1936, all’età di 24 anni, apre la sua prima mostra personale alla Galleria Mozart di Bucarest, dove aveva esposto già in due occasioni Victor Brauner.
Nel 1939 vinse il “Premiul Romei”, che gli permise di frequentare in Italia l'Accademia di Romania come borsista. Nel 1940 espose sette lavori presso il Salone Ufficiale Autunnale di Bucarest. Negli anni della guerra (1940-43) studiò a Roma. Nel 1944 fu chiamato ad arruolarsi, ma si recò in Germania per una mostra. Fu internato nel campo di concentramento di Krummhübel (oggi Karpacz in Polonia) come perseguitato politico.
Nel 1945, tornò in Italia ove decise di rimanere continuando a partecipare a vari eventi artistici. 
Invitato in Olanda per partecipare ad una mostra, vi rimase per circa due anni (1947-1949), per poi fare ritorno in Italia nel 1950, ad Assisi, città che di recente gli ha dedicato una strada  e dove realizzò una serie di disegni riuniti in un album dell’editrice Vallecchi di Firenze. Dal 1959 si stabilì a Roma, dove ha insegnato all'Accademia delle Belle Arti. Prese casa in via del Babbuino al civico 196, nello stesso stabile dello scultore Nino Franchina, assumendo infine nel 1964 la cittadinanza italiana.
Nel 1959 partecipò alla Biennale di Venezia. Fu amico di Giuseppe Ungaretti e Nicola Savino, stimato da Giulio Carlo Argan collaborò con l’Università per stranieri di Perugia e per molti anni all’Enciclopedia Treccani come redattore per l’arte moderna e come illustratore. Sposò Leonarda Frederika Steehouver, originaria di Rotterdam, coltissima donna olandese, anche lei pittrice e dalla quale ebbe tre figli Mihai, Doina e Tudor. Fu molto attivo come illustratore e collaborò con le edizioni Ion Creangă (Editura Ion Creangă), casa fondata nel 1969 in Romania. Ha spesso pubblicato illustrazioni in collaborazione con suo figlio Tudor.
Ha tenuto numerose mostre personali in Italia, ed ha esposto le sue opere in diversi paesi come Messico, USA, Svizzera, Paesi Bassi. Eugen Drăguţescu è autore di un gran numero di disegni destinati ad accompagnare le opere degli scrittori classici quali Shakespeare  e Dante, quest’ultimo in alcune edizioni dell'Enciclopedia Dantesca edita da Treccani. Nell'illustrazione dei libri e negli album dedicati a città, da cui si sentiva particolarmente attratto (Roma, Assisi) e in molti ritratti e lavori di cavalletto, si presenta come un sottile e sofisticato commentatore della realtà.
A volte i suoi disegni lasciano ogni riferimento circa gli aspetti del mondo visibile, evolvendosi verso un mondo immaginario che sottolinea il carico emozionale della composizione. A un certo punto, quando la creazione dell'artista sembrava definitivamente risolta nei limiti del figurativo, ci fu un grande cambiamento: il suo interesse si rivolse ad una espressività astratta che divenne irrevocabilmente una costante della sua opera.
Il ritratto rimase, però, la sua occupazione più importante in particolare la sequenza che ritrae il suo amico, il poeta Giuseppe Ungaretti, realizzata lungo tre decenni ed esposta in una mostra del 1970. Disegnò ritratti di personalità di spicco come Giovanni Papini, Eugenio Montale, Dino Buzzati, Ennio Francia, Constantin Brâncuși, Ana Blandiana, ma anche ritratti di amici e di bambini.
Il bisogno di espressione visiva lo induce, dopo la serie di disegni dedicati al poeta Ion A. Bucur
, anche a realizzare un breve film: Moartea tânarului poet/La morte del giovane poeta, che vince il I premio al Festival Internazionale di cortometraggi a Cork (Irlanda). Il 30 marzo 1993 l'artista muore a Roma all'età di 79 anni.

## Premi
Eugen Drăguţescu è stato premiato con prestigiosi riconoscimenti. Il primo è stato il Premio Nazionale Simu per il disegno a Bucarest (Romania) nel 1940, seguito nel 1943 da quello assegnato alla Mostra ufficiale in bianco e nero. Vinse il premio “Ştefan Popescu”, sempre a Bucarest. Nel 1953 fu premiato per la partecipazione alla Mostra Internazionale d'Arte “Premio Città di Messina”. Ha ricevuto il primo premio nel concorso della Ford Foundation organizzato dalla AIRI con l'album di Assisi (1953), Nel 1954 ottenne la medaglia offerta dalla “Società Arti, Scienze, Lettere” di Parigi (Francia). Partecipò alla mostra Premio "Paradiso" a Venezia nello stesso anno. Nel 1955 a Ravenna si aggiudicò il premio Raffineria SAROM; nel 1956 a Lucca guadagnò la Medaglia di Firenze, partecipando nello stesso anno alla Biennale di Venezia. A Perugia nel 1957 vinse il premio alla II Mostra Provinciale di pittura ispirata alle Scuole.
Notevoli i disegni e le incisioni, di una nervosa sensibilità volta ad individuare sottilmente i più svariati soggetti, spesso ritratti, scene di vita cittadina e religiosa. Alcune sue opere sono conservate ad Assisi e in varie collezioni pubbliche e private, in Italia e all'estero.

## Commemorazione
A partire dal 10 novembre 2014, la Banca Nazionale della Romania ha lanciato nel circuito numismatico una moneta d'argento dedicata al 100º anniversario della nascita di Eugen Dragutescu. Lo stesso anno, dal 16 al 23 dicembre, la Biblioteca Academiei Romane di Bucarest, ha commemorato la ricorrenza con una mostra antologica presso la galleria Theodor Pallady, in cui erano esposti diversi ritratti di personaggi tra i quali l’archeologo prof. Scarlat Lambrino, il direttore d’orchestra e compositore Constantin Silvestri, il direttore d'orchestra George Georgescu, il pianista Carlo Zecchi, il pittore Giorgio De Chirico. La stessa mostra è stata allestita presso la Sala Esposizioni dell’Accademia di Romania, (Viale delle Belle Arti, 110 a Roma) inaugurata il 10 novembre, si è chiusa il 20 dello stesso mese, con opere appartenenti al patrimonio di musei della Romania e del Gabinetto Stampe della Biblioteca dell’Accademia Romena di Bucarest.
Dal 20 marzo al 2 giugno 2008, in Bene Vagienna (CN), presso il Palazzo Lucerna di Roà sede del Museo Archeologico Romano, si è tenuta la mostra “Il Novecento italiano. Da De Chirico ai giorni nostri” nella quale i dipinti di Dragutescu erano esposti assieme a grandi autori del Novecento.